# Vladimir Prifti
Pour les articles homonymes, voir Prifti (homonymie).
Vladimir Prifti est un réalisateur albanais,  scénariste et producteur, né le 1er juin 1942 à Tirana (Albanie) et mort le 5 novembre 2023.

## Biographie
D'abord orienté vers le théâtre, il étudie à l'Académie des beaux-arts de Tirana, puis devient acteur et metteur en scène au sein du Théâtre national, où il travaille entre 1964 et 1972.
Vladimir Prifti tourne des films pour la télévision nationale, entre 1974 et 1983.
En 1983 il entre à l'Alba Film Studio, où il est réalisateur jusqu'en 1996.
Dans le film dramatique Un jour viendra (1986), un économiste égocentrique et ambitieux s'éloigne peu à peu de ceux qui l'aimaient.
Le héros de Floutoura dans la cabine de mon camion (1986) est un chauffeur alcoolique et désespéré, jusqu'au jour où il rencontre Floutoura, l'institutrice du village.
En 1996, Vladimir Prifti fonde avec un ami acteur, Arben Lami, la société de production Eurofilm.
Il rencontre alors le succès avec Les Noces de Sako (1998), d'après un scénario de l'écrivain Vath Koreshi. Dans une atmosphère médiévale, ce film métaphorique célèbre la liberté et la dignité de l'homme.
Un de ses derniers films est un documentaire, Butrinti (2001), consacré au site archéologique albanais de Butrint, et qui remporte le prix de la Meilleure narration cinématographique lors du 9e Festival du film d'archéologie de Bordeaux en 2004.

## Filmographie
- 1978 : Udha e shkronjave (TV) ; Kur hidleshin themelet (TV)
- 1982 : Era e ngrohtë e thellësive (TV)
- 1984 : Kush vdes në këmbë
- 1986 : Un jour viendra (sq) (Dhe vjen një ditë)
- 1988 : Floutoura dans la cabine de mon camion (Flutura në kabinën time)
- 1998 : Les Noces de Sako (Dasma e Sakos)
- 2001 : Butrinti